# Važec
Važec es un municipio del distrito de Liptovský Mikuláš en la región de Žilina, Eslovaquia, con una población estimada a final del año 2024 de 2372 habitantes.
Se encuentra ubicado al sureste de la región, cerca del curso alto del río Váh (cuenca hidrográfica del Danubio), de los montes Tatras y de la frontera con Polonia y las regiones de Prešov y Banská Bystrica.

## Demografía
| Año        | 1994 | 2004    | 2014    | 2024    |
| ---------- | ---- | ------- | ------- | ------- |
| Población  | 2399 | 2381    | 2361    | 2372    |
| Diferencia |      | −0,75 % | −0,83 % | +0,46 % |

| Año        | 2023 | 2024    |
| ---------- | ---- | ------- |
| Población  | 2361 | 2372    |
| Diferencia |      | +0,46 % |